# Lufang (sockenhuvudort i Kina, Jiangxi Sheng, lat 28,01, long 116,82)
Lufang är en sockenhuvudort i Kina. Den ligger i provinsen Jiangxi, i den sydöstra delen av landet, omkring 120 kilometer sydost om provinshuvudstaden Nanchang. Antalet invånare är 14 768. Befolkningen består av 7 124 kvinnor och 7 644 män. Barn under 15 år utgör 23,0 %, vuxna 15-64 år 70 %, och äldre över 65 år 6,0 %.
Runt Lufang är det ganska tätbefolkat, med 149 invånare per kvadratkilometer. Närmaste större samhälle är Maquanzhen, 17,0 km norr om Lufang. I omgivningarna runt Lufang växer i huvudsak blandskog.
Genomsnittlig årsnederbörd är 2 563 millimeter. Den regnigaste månaden är juni, med i genomsnitt 466 mm nederbörd, och den torraste är oktober, med 21 mm nederbörd.